# Капущинский, Рышард
Рышард Капущинский (в некоторых русских источниках Капушинский, Капусцинский, Капустинский, пол. Ryszard Kapuściński; 4 марта 1932[…], Пинск, Полесское воеводство — 23 января 2007[…], Варшава) — польский писатель и журналист.

## Биография
Родился в городе Пинске (на момент рождения — II Польская Республика, ныне — Республика Беларусь). Окончил Варшавский университет. Работал в газете «Sztandar Młodych» («Знамя молодёжи»), был уволен в 1956 за слишком смелый репортаж. С 1962 — зарубежный корреспондент Польского Агентства Печати (пол. PAP), много раз бывал в странах Африки, Ближнего Востока, Латинской Америки. С конца 1970-х сотрудничал с парижским журналом «Культура». Участвовал в создании клуба «Кузница». В 1981 вышел из ПОРП, присоединился к движению «Солидарность», стал непубликуемым в Польше, печатался за рубежом.

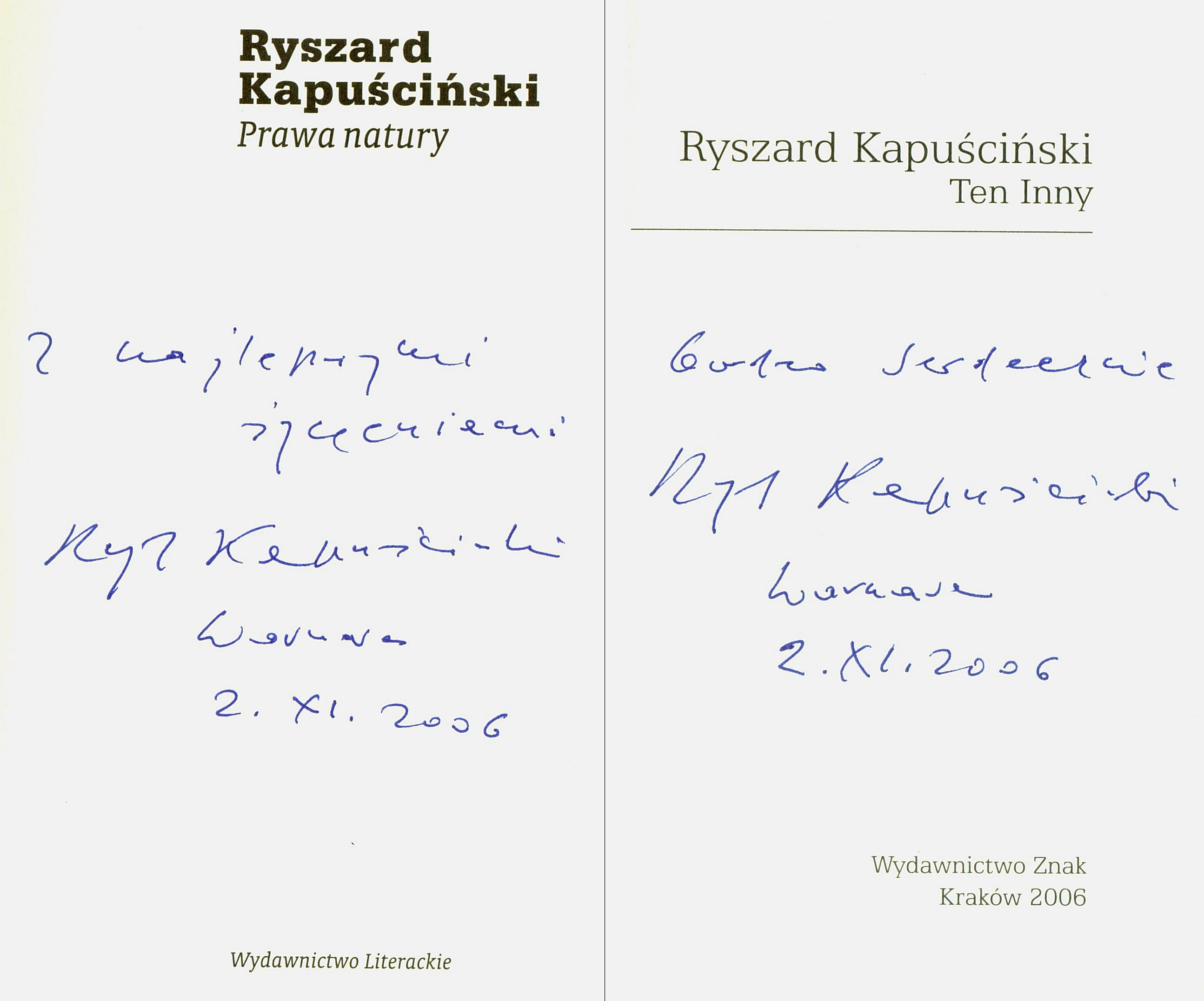
Автограф Рышарда Капущинского, ноябрь 2006

27 мая 2007 года еженедельник «Newsweek Polska» в статье Игоря Рычяка заявил, что Капущинский с 1965 по 1972 (или 1977) сотрудничал с разведкой ПНР. В ИНП нашли анализ стран, которые он посещал, и письменные описания нескольких людей, с которыми он встречался. Вдова Рышарда Алиция Капущинская, напротив, утверждала, что муж не беспокоился о регистрации в качестве сотрудника СБ, говоря, что все журналисты, выезжавшие за границу, включались в эти записи в качестве потенциальных информаторов.

## Творчество и признание

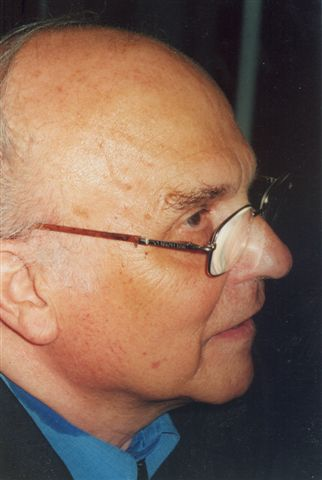
Рышард Капущинский, май 2001, Варшава

Репортажи и очерки Капущинского получили широкое признание не только как актуальная журналистика, но и как блестящая литература, они переведены на многие языки мира. Наиболее известна его книга о Хайле Селассие «Император» (1978). Три его очерковых сборника были названы в Польше «книгами года» — «Империя» (1993, о последних годах существования СССР), «Черное дерево» (1999), «Путешествия с Геродотом» (2004). Лауреат премии Болеслава Пруса (1975), Международной премии журналистов (1978), Премии Гёте (1999), премии Виареджо (2000), Премии Гринцане Кавур и премии принца Астурийского (2003), премии Эльзы Моранте (2005), почётный доктор многих польских и зарубежных университетов. Капущинский не раз выдвигался кандидатом на Нобелевскую премию.
Награждён Золотым Крестом Заслуги (1954) и рыцарским крестом Ордена Возрождения Польши (1974)

## Избранные произведения
- Busz po polsku (1962)
- Czarne gwiazdy (1963)
- Kirgiz schodzi z konia (1968)
- Gdyby cała Afryka (1969)
- Che Guevara — Dzienniki z Boliwii (1969)
- Chrystus z karabinem na ramieniu (1975)
- Wojna futbolowa (1978)
- Cesarz (1978)
- Szachinszach (1982)
- Lapidarium (1990)
- Imperium (1993)
- Lapidarium II (1995)
- Lapidarium III (1997)
- Heban (1998)
- Lapidarium IV (2000)
- Lapidarium V (2002)
- Autoportret reportera (2003)
- Podróże z Herodotem (2004)
- Prawa natury (2006, стихотворения)
- Ten Inny (2006, стихотворения)

## Публикации на русском языке
- Император. — М.: Наука, 1992.
- Лапидарий // Иностранная литература. — 1993. — № 4.
- Чёрное дерево. — М.: МИК, 2002.
- Император. Шахиншах. — М.: Европейские издания, 2007.
- Путешествия с Геродотом. — М.: Новое литературное обозрение, 2008.
- Империя. — М.: Логос, 2010.